# Los Angeles Memorial Sports Arena
La Los Angeles Memorial Sports Arena était une salle omnisports située dans l'Exposition Park du quartier d'University Park à Los Angeles, en Californie. Le bâtiment se trouvait à côté du célèbre Los Angeles Memorial Coliseum, tout juste au sud du campus de l'université de Californie du Sud.
De 1959 à 2006, ce fut le parquet à domicile de l'équipe de basket-ball de l'université, les USC Trojans. La salle fut également le terrain de jeu des Lakers de Los Angeles de la National Basketball Association entre 1960 et 1967 puis des Clippers de Los Angeles de 1985 à 1999. Les Kings de Los Angeles de la Ligue nationale de hockey débutèrent en 1967 dans cette patinoire. La Los Angeles Memorial Sports Arena avait une capacité de 16 161 places pour le basket-ball, 14 546 pour le hockey sur glace, 16 727 pour les combats de boxe ou de catch et elle disposait de 2 suites de luxe.

## Histoire
Les fouilles ont commencé le 14 juin 1956 et les travaux de construction le 7 avril 1957. La Los Angeles Memorial Sports Arena a été ouverte le 4 juillet 1959 par le Vice-président américain Richard Nixon. Sa première manifestation a suivi quatre jours plus tard avec un combat entre José Becerra et Alphonse Halimi, le 8 juillet 1959.
Son coût original était de $7 407 644 de dollars mais en fait le coût total s'éleva à $8 361 462. La Los Angeles Memorial Sports Arena fut dessiné par la firme architecturale Welton Becket. Aujourd'hui, les Lakers de Los Angeles, les Clippers de Los Angeles et les Kings de Los Angeles jouent au Staples Center alors que les USC Trojans jouent au Galen Center. En 1984, l'arène a accueilli les compétitions de boxe durant les Jeux olympiques d'été de 1984 de Los Angeles.

## Événements
- Primaires présidentielles du Parti démocrate américain de 1960, 13 juillet 1960
- NBA All-Star Game 1963, 16 janvier 1963
- Final Four basket-ball NCAA, 1968 et 1972
- Boxe aux Jeux olympiques d'été de 1984
- WrestleMania 2, 7 avril 1986
- 6 concerts de Michael Jackson, 1988
- Concerts de Madonna (Blond Ambition Tour), du 11 au 13 et 15 au 16 mai 1990
- WrestleMania VII, 24 mars 1991
- Final Four basket-ball NCAA féminin, 1992
- California State Science Fair, 19-20 mai 2008

## Galerie

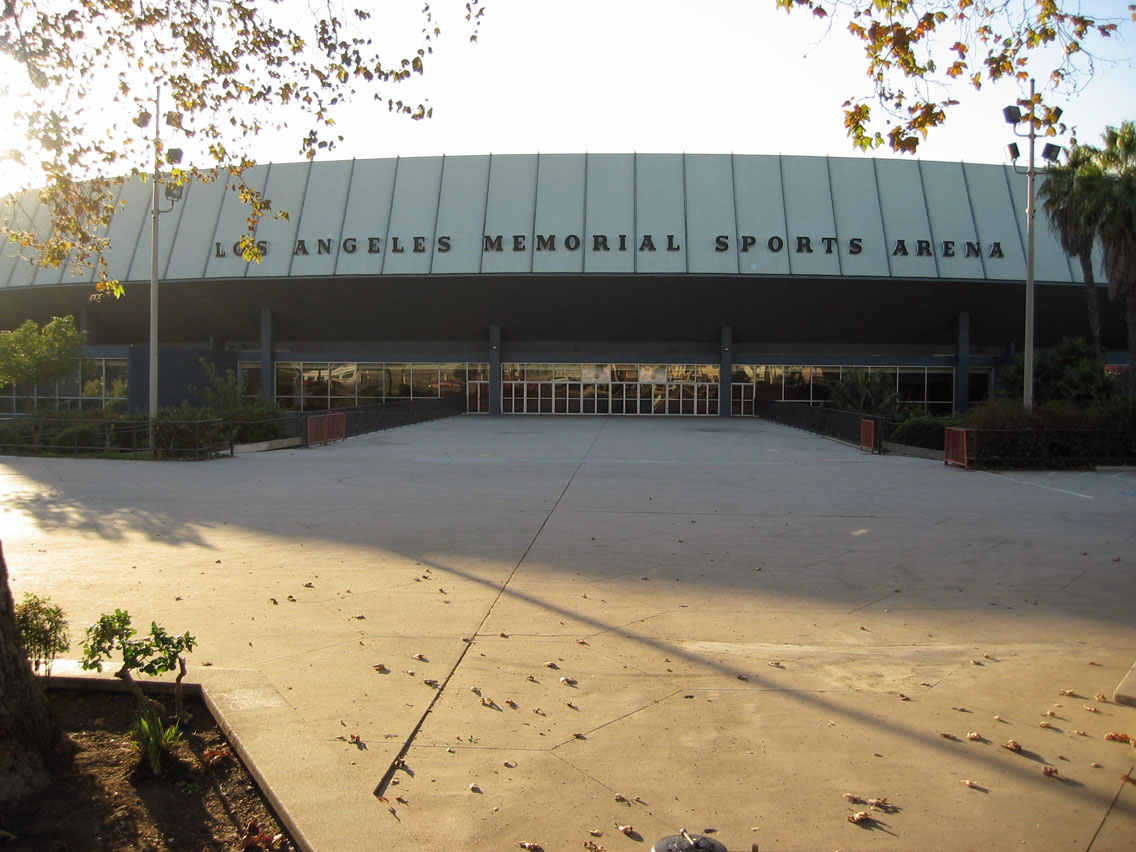
Entrée de l'arena.
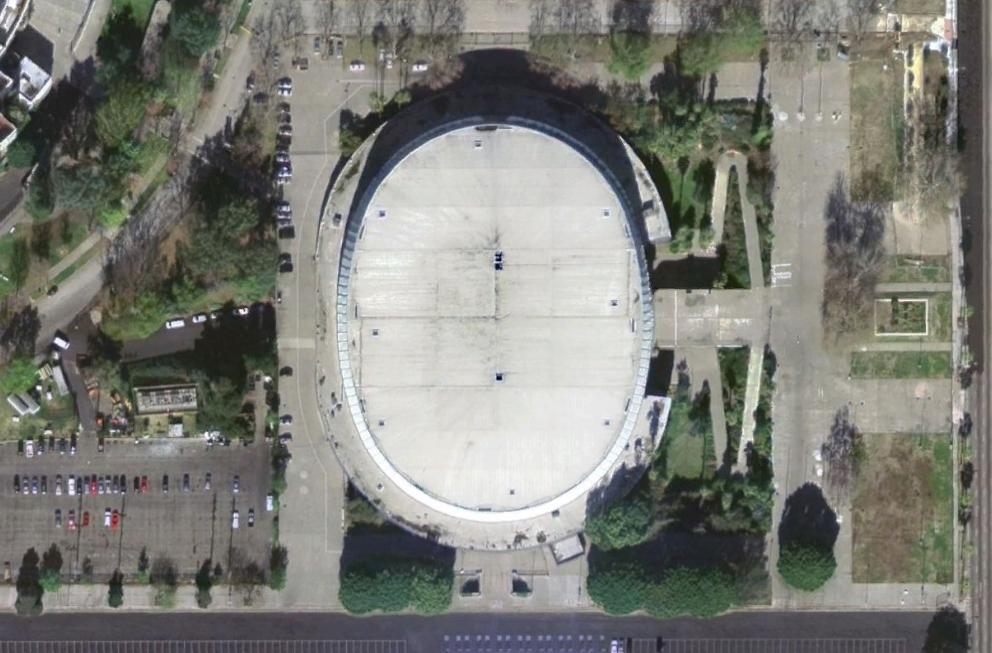
Image satellite.